# Erik Bredberg
Erik Bredberg, född den 23 juni 1747 i Sundsvall, död den 15 juni 1807 i Stockholm, var en svensk ämbetsman. Han var son till Jonas Nilsson Bredberg (1707-1774) och Maria Cecilia Gropman (1714-1792). 
Bredberg genomgick Härnösands trivialskola från 1760 och blev student vid Uppsala universitet 1766. Han anställdes i Svea hovrätt 1769 och i slottskansliet 1770, blev ordinarie notarie i sistnämnda verk 1773, förste notarie där 1776 och erhöll sekreterares namn, heder och befordringsrätt 1781. Bredberg blev rådman i Stockholm 1788 och ordförande i Stockholms södra förstads kämnärsrätt samma år. Han blev ledamot av lagkommissionen 1792, ledamot av direktionen för barnbördshuset Pro Patria 1784, var ordförande i sällskapet Pro fide et christianismo 1793–1794, blev ledamot i kommissionen för krigsartiklarnas utarbetande 1794 och ledamot av direktionen över Allmänna änke- och pupillkassan 1799. Bredberg utgav 1785 och 1787 Underrättelser för exekutorer. Han tilldelades lagmans namn, heder och värdighet 1802.

## Familj
Bredberg gifte sig 1776 med Johanna Charlotta Wargentin (1760-1819) och fick fyra barn inklusive sonen Erik Wilhelm Bredberg (1787-1869).